# Прибытковский, Лев Наумович
Лев Нау́мович Прибытковский (19 ноября 1920, Носовичи, Добрушский район, Гомельская область — 1997, Москва) — советский историк, востоковед, африканист. Специалист по социально-политическим проблемам стран Тропической Африки, кандидат исторических наук (1961).

## Биография
Сын Наума Борисовича (Нахмана Боруховича) (1885—1968) и Гиси Соломоновны Прибытковских (1885—1941). В 1947 году окончил Московский институт востоковедения. Научный сотрудник Института народов Азии (1956—1960), Института Африки АН СССР (1960—1990), заведующий сектором Нигерии (с 1974).

## Основные работы
Автор более 150 публикаций.
- «Нигерия в борьбе за независимость», М., 1961;
- «Сьерра-Леоне», 1964;
- «К военному перевороту в Нигерии», 1966;
- «Рабочий класс Африки», М., 1966 (совместно с др.);
- «Положение Нигерии и перспективы советско-нигерийских отношений», 1972;
- «Африка в новое и новейшее время», М., 1976 (совместно с др.);
- «Современный этап социально-политического развития Нигерии», 1976;
- «Нигерия. Современный этап развития», М., 1978 (совместно с др.).